# 55 Public Square
55 Public Square (anteriormente conocido como Illuminating Building, después de Illuminating Company, el inquilino principal del edificio) es un rascacielos de 22 pisos ubicado en el número 55 de Public Square, la plaza del centro de la ciudad de Cleveland, en el estado de Ohio (Estados Unidos). Diseñado por Carson Lundin & Shaw Architects, tiene 91 m de altura, se completó en 1958, y fue el primer rascacielos nuevo construido en Cleveland desde que se completó el complejo Terminal Tower en 1930. También fue el primer edificio alto de estilo internacional de la ciudad y el primero en utilizar una estructura de hormigón armado. El consulado general de Eslovenia se encuentra en el edificio.

## Diseño e historia
Al igual que otras torres de oficinas modernistas de su tiempo (incluido el Seagram Building, construido en el mismo año), está apartada de la calle por una pequeña plaza peatonal, que está interrumpida solo por un restaurante de un solo piso en un extremo. Inicialmente, la torre tenía la intención de emplear una estructura de acero, pero se utilizó hormigón armado para los 12 pisos superiores debido a la escasez de acero. Un estacionamiento de siete pisos está junto a él en el lado norte. El edificio se construyó a un costo de 17 millones de dólares y primero fue propiedad de Vincent Astor y Brooks-Harvey Co. de la ciudad de Nueva York. Willett Propiedades LLC. de Rye compró el edificio a fines de 2003 y fue propietario hasta julio de 2008, cuando se vendió a Optima International LLC por 34 millones de dólares, una firma de inversión inmobiliaria con sede en Miami dirigida por Chaim Schochet y dos tercios de la propiedad de Privat Group, uno de los grupos empresariales y bancarios más grandes de Ucrania. Está clasificado como espacio de oficinas de clase B.
La estructura fue construida en el sitio de la primera lámpara de arco de Charles F. Brush, que en 1879 fue la primera farola eléctrica del mundo, y una réplica de la lámpara cuelga fuera del restaurante. Anteriormente también estaban en el sitio el tercer y cuarto Palacio de Justicia del Condado de Cuyahoga. El tercero se construyó en 1860 y fue reemplazado por el cuarto en 1875, que a su vez fue reemplazado por el actual Palacio de Justicia del Condado de Cuyahoga en Lakeside Avenue en 1912. El juzgado número cuatro fue demolido en 1931 para un estacionamiento.
En 2005, hubo un pequeño incendio en el piso 18 del edificio que, según el Departamento de Bomberos de Cleveland, fue causado por un equipo de oficina sobrecalentado. El Departamento de Bomberos de Cleveland había contenido el fuego hasta el piso 18, lo único que se perdió fue un trozo de ventana de vidrio y algunos paneles cubiertos de humo. La oficina fue renovada y limpiada.
En 2013, First National Bank of Pennsylvania adquirió Parkview Federal de Cleveland y trasladó Parkview Federal de su sede en Solon al edificio Illuminating. El banco colocó nueva señalización y modernizó el 55 en el edificio.
El edificio se vendió en 2018 a The K&D Group, una empresa inmobiliaria con importantes participaciones en Cleveland. En el momento de la venta, el edificio estaba parcialmente vacío y el First National Bank y Law Offices of Cleveland eran los principales inquilinos.
Desde 1959 hasta 2013, John Q's Steakhouse estuvo ubicado justo afuera de la base del edificio, con asientos al aire libre en la plaza frente al edificio durante los meses de verano. Originalmente propiedad de Stouffer's, John Q's se vendió en la década de 1980, pero conservó su nombre. El restaurante fue muy popular entre los residentes y las celebridades durante varios años y estaba programado para ser reemplazado por otro asador. Permanece vacante en la actualidad.